# A.N.T. 영재 클럽
《A.N.T. 영재 클럽》(영어: A.N.T. Farm)은 미국 디즈니 채널에서 2011년 5월 6일부터 2014년 3월 21일까지 방영된 시트콤이다.

## 출연
- 차이나 앤 매클레인 - 차이나 파크스
- 시에라 매코믹 - 올리브 도일
- 제이크 쇼트 - 플레처 큄비
- 스테퍼니 스콧 - 렉시 리드
- 칼론 제프리 - 카메론 파크스